# جيجانتوصور

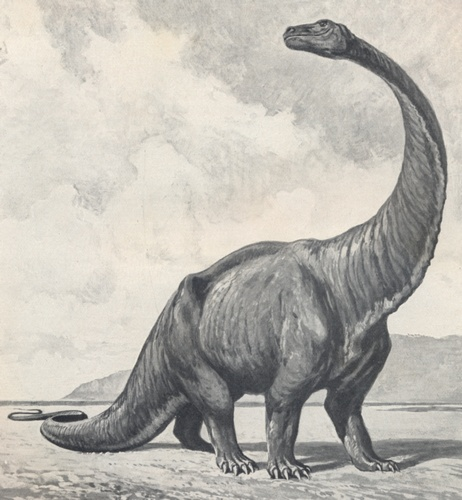
رسم تخيلي من "هينريش هاردر" للجيجاصور من عام 1912.

جيجانتوصور (بالإنجليزية:Gigantosaurus) ومعناها «السحلية الفائقة» هو ديناصور ضخم جدا من فصيلة صوروبودات وعاش فيما يسمى الآن إنجلترا. وينتمي الجيجانتوصور إلى الديناصورات آكلة النبات مثل البراكيوصورات وبذلك فهو ينتمي إلى أكبر الحيوانات التي عاشت على اليابسة من الأرض.
يبلغ طول الجيجانتوصور 50 متر وهو يعادل حجم الديناصور الأفريقي الكبير براكيوصور وهو بذلك أكبر الديناصورات التي عاشت في أوروبا. ويرجح أن جلده كان مغطى بقشور سداسية الشكل. وقد عثر على أحفوراته في الطبقات الرسوبية للعصر الجوراسي المتأخر وطبقات الكريتاسي المبكر. تلك الحقبة تعادل الفترة من 160 - 100 مليون سنة ماضية.
كثير من الأجزاء الأحفورية التي اتخذت لوصف وتحليل فصيلة الجيجانتوصور، تبين بعد التحقق من بعضها أنها تنتمي إلى أنواع أخرى من الديناصورات. فكان لازما تصنيفها بحسب معلوماتنا المتقدمة وتحديد انتمائها لأي أي من الديناصورات المختلفة.
- جيجانتوصور أفريقي (E. Fraas, 1908) أصبح الآن «باروصور أفريقي».
- جيجانتوصور ديكسي (Haughton, 1928) أصبح الآن «مالاويصور ديكسي».
- جيجانتوصور ميجالونيكس (Seeley, 1869) ويسمى الآن «بيلوروصور».
- جيجانتوصور روبوستا (E. Fraas, 1908) ويسمى الآن «يانينشيا».

ويشابه اسم الجيجانتوصور أسم ديناصور آخر يسمى «جيجانوتوصور» (Giganotosaurus)، وهو الآخر من صنف وحشيات الأرجل الآكل للحوم، ولا يصح الخلط بينهما.

## وصلات خارجية
- Gigantosaurus in the Dinosaur Encyclopedia
- Gigantosaurus from Thescelosaurus.com

## اقرأ أيضًا
- ديناصور
- صوروبودا
- تيرانوصور
- تربوصور
- تريسراتبس
- كيراتوبسيا
- براكيوصور
- الديناصور المصري
- ديناصور ذو ريش
- أورنيثوديرا

## وصلات خارجية
- Dinosaurier Glossar
- The Dinosaur Encyclopaedia (webarchive)